# Heckingham
Heckingham – wieś w Anglii, w hrabstwie Norfolk, w dystrykcie South Norfolk. Leży 19 km na południowy wschód od Norwich i 161 km na północny wschód od Londynu.
Miejscowość liczy 143 mieszkańców.